# Monte Calvo e Monte Calvilli
Monte Calvo e Monte Calvilli este o arie protejată (arie specială de conservare — SAC, sit de importanță comunitară — SCI) din Italia întinsă pe o suprafață de 1.658 ha, integral pe uscat.

## Localizare
Centrul sitului Monte Calvo e Monte Calvilli este situat la coordonatele 41°28′30″N 13°26′44″E / 41.475°N 13.445556°E.

## Înființare
Situl Monte Calvo e Monte Calvilli a fost declarat sit de importanță comunitară în iunie 1995 pentru a proteja 2 specii de animale. Situl a fost protejat și ca arie specială de conservare în decembrie 2016.

## Biodiversitate
Situată în ecoregiunea mediteraneană, aria protejată conține 3 habitate naturale: Pajiști uscate seminaturale și facies de acoperire cu tufișuri pe substraturi calcaroase (Festuco-Brometalia) (* situri importante pentru orhidee), Tufărișuri termo-mediteraneene și de pre-deșert, Pseudostepă cu ierburi și specii anuale de Thero-Brachypodietea.
La baza desemnării sitului se află mai multe specii protejate de  nevertebrate (2): fluturele de noapte (Eriogaster catax), Melanargia arge.
Pe lângă speciile protejate, pe teritoriul sitului au mai fost identificate 10 specii de plante, 1 specie de mamifere.